# Gymnopleurus ignitus
Gymnopleurus ignitus es una especie de escarabajo del género Gymnopleurus, familia Scarabaeidae. Fue descrita científicamente por Klug en 1855.
Se distribuye por la ecozona afrotropical. Habita en República Democrática del Congo, Angola, Zimbabue, Mozambique, Namibia, Kenia, Tanzania y Botsuana.

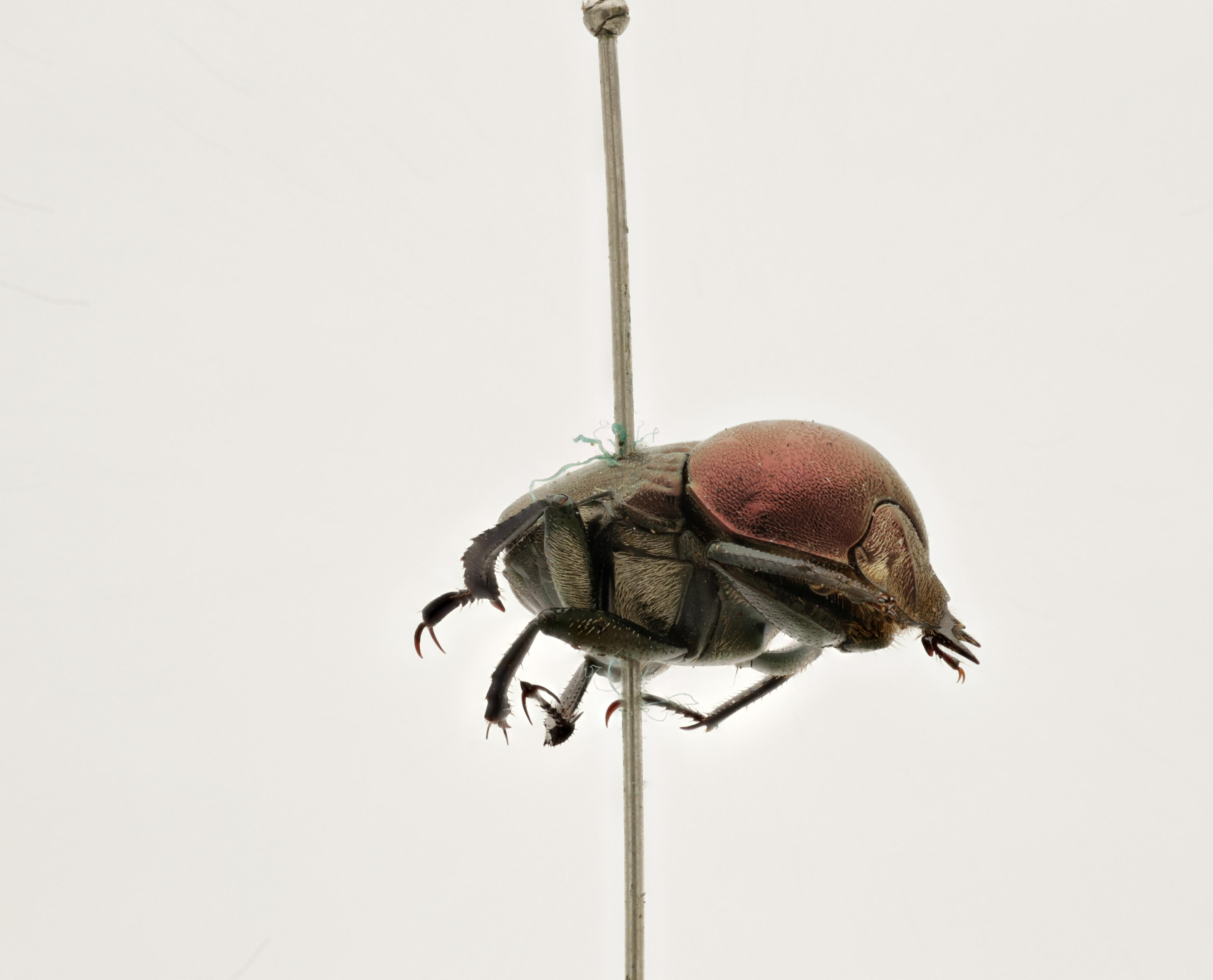
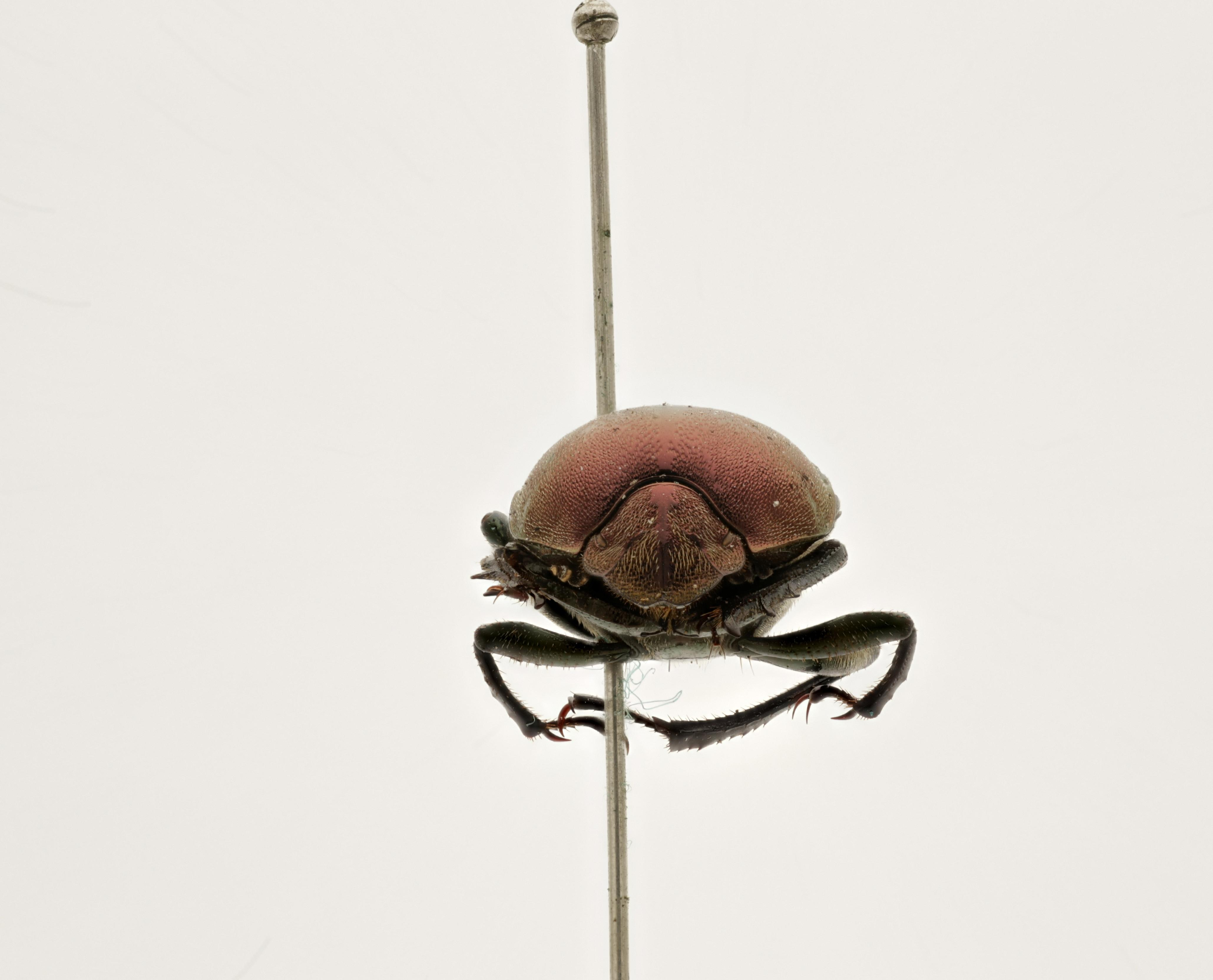
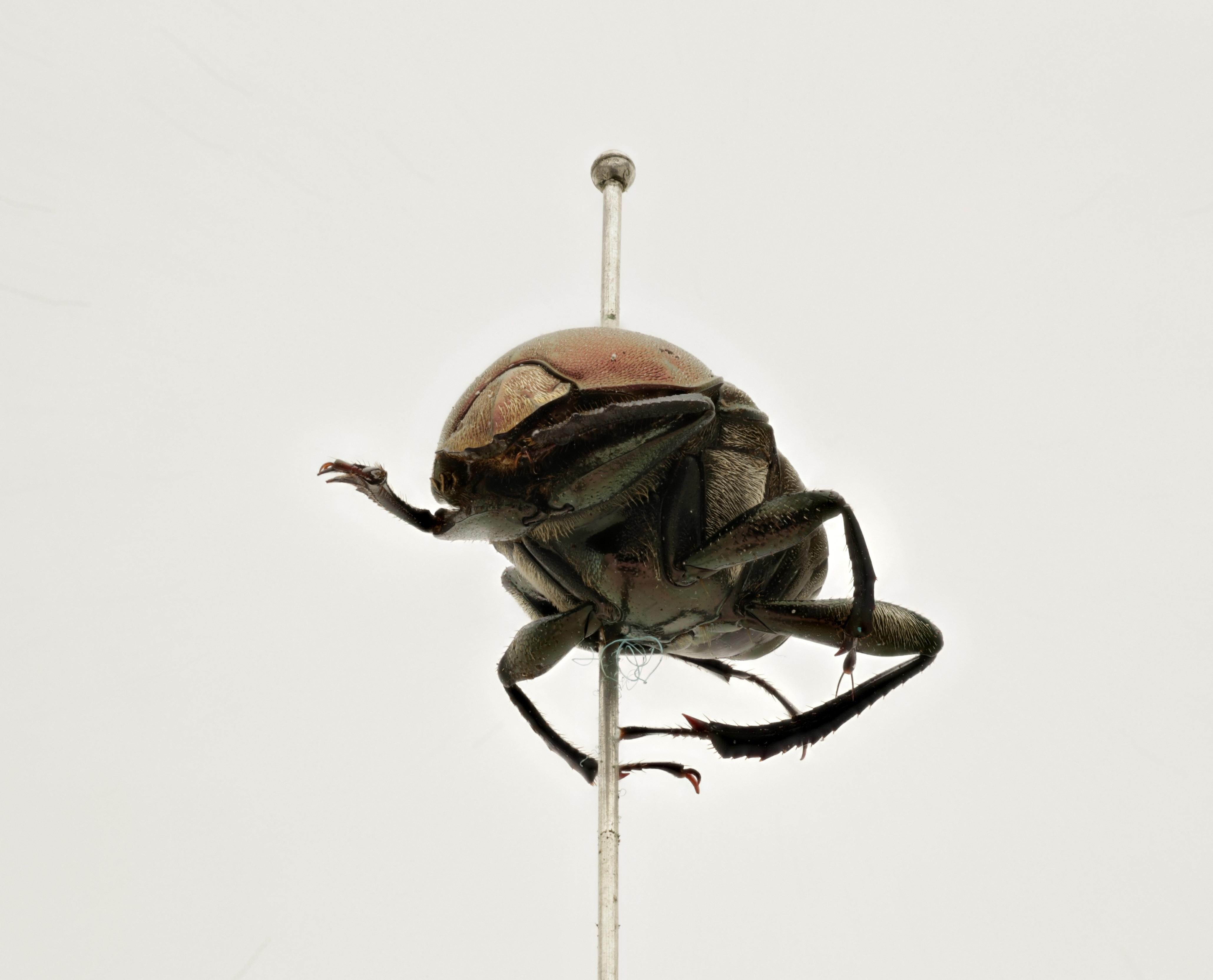
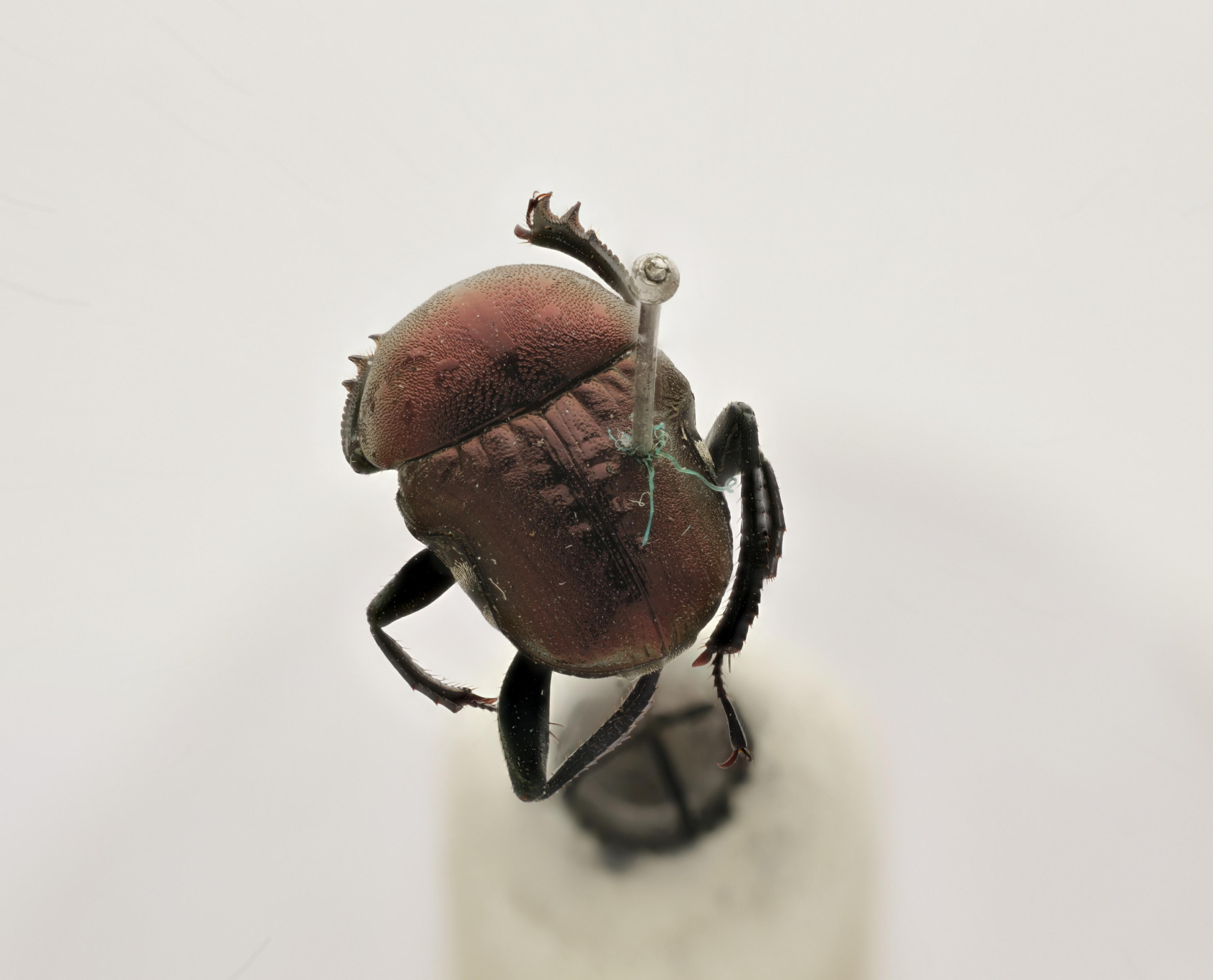